# Light Years
Light Years – siódmy album studyjny australijskiej piosenkarki Kylie Minogue. Został wydany w dniu 25 września 2000 r. przez Parlophone.

## Lista utworów
| #   | Tytuł                          | Kompozytorzy                                                   | Producent                          | Długość |
| --- | ------------------------------ | -------------------------------------------------------------- | ---------------------------------- | ------- |
| 1.  | „Spinning Around”              | Paula Abdul, Ira Shickman, Osborne Bingham, Kara DioGuardi     | Mike Spencer                       | 3:27    |
| 2.  | „On a Night Like This”         | Steve Torch, Mark Taylor, Brian Rawling, Graham Stack          | Mark Taylor, Graham Stack          | 3:31    |
| 3.  | „So Now Goodbye”               | Kylie Minogue, Steve Anderson                                  | Johnny Douglas                     | 3:37    |
| 4.  | „Disco Down”                   | Johnny Douglas                                                 | Johnny Douglas                     | 3:57    |
| 5.  | „Loveboat”                     | Kylie Minogue, Guy Chambers, Robbie Williams                   | Guy Chambers, Steve Power          | 4:11    |
| 6.  | „Koocachoo”                    | Kylie Minogue, Johnny Douglas                                  | Kylie Minogue, Johnny Douglas      | 4:00    |
| 7.  | „Your Disco Needs You”         | Kylie Minogue, Robbie Williams, Guy Chambers                   | Guy Chambers, Steve Power          | 3:32    |
| 8.  | „Please Stay”                  | Kylie Minogue, Richard Stannard, Julian Gallagher, John Themis | Richard Stannard, Julian Gallagher | 4:08    |
| 9.  | „Bittersweet Goodbye”          | Kylie Minogue, Steve Anderson                                  | Steve Anderson                     | 3:42    |
| 10. | „Butterfly”                    | Kylie Minogue, Steve Anderson                                  | Mark Picchiotti                    | 4:08    |
| 11. | „Under the Influence of Love”  | Paul Politi, Barry Eugene White                                | Richard Stannard, Julian Gallagher | 3:24    |
| 12. | „I'm So High”                  | Kylie Minogue, Guy Chambers, Megan Smith                       | Guy Chambers, Steve Power          | 3:33    |
| 13. | „Kids” (feat. Robbie Williams) | Robbie Williams, Guy Chambers                                  | Guy Chambers, Steve Power          | 4:19    |
| 14. | „Light Years”                  | Kylie Minogue, Richard Stannard, Julian Gallagher              | Richard Stannard, Julian Gallagher | 4:48    |